# Aérodrome d'Ahe
 (avril 2025).
L'aérodrome d'Ahe (code IATA : AHE • code OACI : NTHE) est un aérodrome desservant l'atoll d'Ahe dans l'archipel des Tuamotu en Polynésie française.

## Situation
| Nengo-Nengo Marutea-Sud Nukutepipi Ahe Anaa Apataki Arutua Hiva Oa Bora-Bora Tahiti-Fa'a'ā Faaite Fakarava Fangatau Hao Fakahina Hikueru Huahine Kaukura Katiu Kauehi Makemo Manihi Mataiva Maupiti Moorea Napuka Niau Nuku Hiva Nukutavake Puka-Puka Pukarua Raiatea Raivavae Rangiroa Raroia Reao Rimatara Rurutu Takapoto Takaroa Takume Tatakoto Tikehau Totegegie Tubuai Tureia Ua Huka Ua Pou Vahitahi |

## Compagnies et destinations
| Compagnies | Destinations        |
| ---------- | ------------------- |
| Air Tahiti | Tahiti-Faaa, Manihi |

## Statistiques
Pour des raisons techniques, il est temporairement impossible d'afficher le graphique qui aurait dû être présenté ici.

Voir la requête brute et les sources sur Wikidata.